# Freddy Derwahl
Freddy Derwahl (Eupen, 1946) escritor y periodista belga germanófono.
Estudió literatura y sociología en Lovaina, Aquisgrán y París, y fue periodista y corresponsal a Bruselas de Aachener Volkszeitung. De 1972 a 1974, fue jefe de prensa de diferentes ministros belgas y en 1975 ingresó en la redacción del Belgischen Rundfunk- und Fernsehzentrum. Desde 2007 se dedica exclusivamente a la literatura.
Freddy Derwahl es miembro del PEN Club Internacional, becario de la Fundación Rey Balduino y ganador de diferentes premios literarios.

## Obra
- Der Mittagsdaemon (1987, editorial Styria)
- Das Haus im Farn (1990, GEV)
- Der kleine Sim (1993, GEV). publicà

- Eremiten – die Abenteurer der Einsamkeit (2000, editorial Pattloch),
- Bosch in Belgien (2006, GEV)
- Anselm Grün : Sein Leben (2009)

- Datos: Q617309